# Leucostoma gravipes
Leucostoma gravipes là một loài ruồi trong họ Tachinidae.